# Trachinus draco
La tracina drago (Trachinus draco) è un pesce di mare appartenente alla famiglia Trachinidi, comune nelle acque italiane.

## Distribuzione e habitat
È diffuso nell'intero Mediterraneo e nel mar Nero nonché sulle coste atlantiche tra la Norvegia (dove è raro) ed il Marocco. Nei mari italiani è molto comune.
Vive su fondi sabbiosi di solito in acque basse, tra 5 e 20 metri di profondità ma può spingersi fino ai 100.

## Descrizione
Ha il caratteristico aspetto delle tracine con larga bocca rivolta verso l'alto, due pinne dorsali di cui la seconda lunga e la prima molto breve di colore nero, occhi sporgenti posti sulla sommità della testa e pinne pettorali trapezoidali ed ampie. Sull'opercolo branchiale si trova una lunga spina velenifera.
La livrea è bruna sul dorso e chiara sul ventre con numerose linee oblique azzurre e gialle. La testa è maculata di scuro.
Le dimensioni medie di questo pesce si aggirano sui 25 cm. La lunghezza massima registrata di un esemplare maschio è pari a 53 cm con un peso di 1,90 kg

## Alimentazione
Predatrice, si nutre di pesci, crostacei e molluschi che caccia nascondendosi nella sabbia tendendo agguati alle prede.

## Riproduzione
Estiva. Le uova e le larve sono pelagiche.

## Biologia
Passa gran parte del suo tempo infossata nella sabbia da cui fuoriescono solo gli occhi. Appena passa una preda mostra una insospettabile agilità lanciandosi velocissima per trafiggerla in pochi attimi con le spine velenose.

## Pesca
Si cattura con le reti da posta o pesca commerciale e occasionalmente con lenze di ogni tipo, armate sia con esche naturali che artificiali. Le carni sono bianche e saporite, i piccoli esemplari di solito finiscono nelle zuppe mentre quelli grandi si possono cucinare arrosto o al forno. Occorre fare attenzione quando si puliscono questi pesci perché le spine velenose rimangono attive anche quando l'animale è morto.

## Veleno
Le spine opercolari e della prima pinna dorsale sono velenifere e possono provocare punture dolorosissime anche se l'intossicazione raramente assume carattere di gravità. Si può essere punti sia camminando al mare in acque di bassa  profondità (ma di solito si tratta della specie Echiichthys vipera che frequenta ambienti a piccolissima profondità) che slamando un pesce pescato o perfino pulendo un esemplare acquistato al mercato nonché pescando su imbarcazioni professionali e non. È raramente successo che abbia deliberatamente aggredito subacquei che si erano avvicinati troppo.